# Peter Schiergen
Peter Schiergen, né le 23 mars 1965 à WiIlich, est un ancien jockey et entraîneur de chevaux de courses allemand basé à Cologne. Il est notamment l'entraineur de Danedream, Boreal et Sammarco,,,.

## Biographie
Né en 1965 en Allemagne de l'ouest, Peter Schiergen commence à se faire nom dans le galop allemand au sein de l'écurie d'Herbert Cohn pour laquelle il monte à partir de 1981. Remarqué, il entre à l'écurie du meilleur entraîneur de l'époque, Heinz Jetsch en 1989 et en devient le premier jockey en 1995. De 1992 à 1996, il est le jockey le plus titré de l'année en Allemagne remportant le titre de Championjockey. En 1995, il obtient le record d'Europe de 297 victoires en un an battu en 2016 par Pierre-Charles Boudot. Après avoir remporté 1451 courses en tant que jockey, Peter Schiergen se tourne vers l'entraînement, carrière dans laquelle il s'impose comme un des plus grands de sa génération. Il grave son nom au palmarès du Derby Allemand à six reprises et remporte aussi des victoires de rang à l'étranger avec comme point d'orgue le Prix de l'Arc de Triomphe en 2011 avec Danedream.

## Palmarès d'entraîneur (groupe 1uniquement)
France
- Prix de l'Arc de Triomphe – 1 – Danedream (2011)

 Royaume-Uni
- Coronation Cup – 1 – Boreal (2001)
- King George VI and Queen Elizabeth Diamond Stakes – 1 – Danedream (2012)

 Allemagne
- Derby Allemand – 6 – Boreal (2001), Schiaparelli (2006), Kamsin (2008), Lucky Speed (2013), Nutan (2015), Sammarco (2022)
- Preis der Diana – 1 – Nicoreni (2025)
- Rheinland-Pokal – 2 – Catella (2000), Kamsin (2008),
- Preis von Europa – 5 – Schiaparelli (2007), Girolamo (2012), Empoli (2014), Nightflower (2015,2016)
- Grosser Preis von Berlin – 3 – Schiaparelli (2007), Danedream (2011), Nymphea (2013)
- Bayerisches Zuchtrennen – 4 – Soldier Hollow (2005), Soldier Hollow (2005), Neatico (2013), Sammarco (2022)
- Grosser Preis von Baden – 6 – Tiger Hill (1998), Tiger Hill (1999), Quijano (2007), Kamsin (2008), Danedream (2011), Danedream (2012)
- Grosser Preis von Bayern – 2 – Kamsin (2008), Tünnes (2022)